# Morgan Guilavogui
Morgan Guilavogui (ur. 10 marca 1998 w Tulonie) – piłkarz gwinejski grający na pozycji napastnika.. Jest bratem Joshuy, także piłkarza i reprezentanta Francji.

## Kariera klubowa
Swoją karierę piłkarską Guilavogui rozpoczynał w juniorach takich klubów jak: AS Saint-Étienne (2013-2014) i SC Toulon (2014-2016). W 2016 roku stał się członkiem rezerw Toulonu, a w 2017 roku awansował do kadry pierwszego zespołu. 19 sierpnia 2017 zadebiutował w nim w Championnat National 2 w przegranym 0:1 wyjazdowym meczu z OGC Nice B. W sezonie 2018/2019 wywalczył z Toulonem awans do Championnat National. W Toulonie grał do końca sezonu 2019/2020.
Latem 2020 Guilavogui przeszedł na do Paris FC. Swój debiut w nim zanotował 12 września 2020 w zwycięskim 2:1 wyjazdowym meczu z Amiens SC.
| Sezon   | Klub        | Kraj    | Rozgrywki              | Mecze | Gole |
| ------- | ----------- | ------- | ---------------------- | ----- | ---- |
| 2016/17 | SC Toulon B | Francja | CFA 2                  | 8     | 5    |
| 2017/18 | SC Toulon   | Francja | Championnat National 2 | 11    | 1    |
| 2018/19 | SC Toulon   | Francja | Championnat National 2 | 27    | 9    |
| 2019/20 | SC Toulon   | Francja | Championnat National   | 17    | 3    |
| 2020/21 | Paris FC    | Francja | Ligue 2                | 17    | 0    |

## Kariera reprezentacyjna
W reprezentacji Gwinei Guilavogui zadebiutował 12 listopada 2021 roku w zremisowanym 0:0 meczu eliminacji do MŚ 2022 z Gwineą Bissau rozegranym w Konakry. W 2022 roku został powołany do kadry na Puchar Narodów Afryki 2021. Rozegrał na nim dwa mecze: grupowy z Senegalem (0:0) i w 1/8 finału z Gambią (0:1).